# وليام العذب (رواية)
وليام العذب (بالإنجليزية: Sweet William)‏ هي رواية للكاتبة الإنجليزية بيريل بينبريدج، نشرت عام 1975، لأول مرة عن دار نشر داكوورث.